# Zdzisława Sośnicka
Zdzisława Barbara Sośnicka-Bajer, pseud. kompozytorski Barbara Bajer (ur. 29 sierpnia 1945 w Kaliszu) – polska piosenkarka, dyrygentka i kompozytorka.

## Kariera
Ukończyła Państwową Szkołę Muzyczną I i II stopnia im. Henryka Melcera w Kaliszu w klasie fortepianu, a następnie studia na Wydziale Wychowania Muzycznego Państwowej Wyższej Szkoły Muzycznej w Poznaniu. W czasie studiów muzycznych współpracowała ze Studenckim Teatrem Nurt w Poznaniu, zespołem Huberta Szymczyńskiego oraz grupami Tramp i Bizony. 
Jako piosenkarka zadebiutowała w 1963 na Festiwalu Piosenki Radzieckiej w Zielonej Górze, na którym zajęła drugie miejsce za wykonanie utworu „Wieczór na redzie”. W tym samym roku została finalistką II Festiwalu Młodych Talentów w Szczecinie. W 1964 zdobyła pierwszą nagrodę na Festiwalu Piosenkarzy Studenckich w Krakowie. W 1965 otrzymała wyróżnienie na Studenckim Festiwalu Jazzowym Jazz nad Odrą we Wrocławiu, gdzie wystąpiła jako wokalistka Poznańskiego Kwartetu Jazzowego. Ponadto zdobyła indywidualną nagrodę jurorów dla młodych wykonawców podczas 3. Krajowego Festiwalu Piosenki Polskiej w Opolu.
W 1971 za wykonanie utworu „Nie było wtedy róż” zwyciężyła na Festiwalu Piosenki Żołnierskiej w Kołobrzegu, a z utworem „Dom, który mam” zajęła trzecie miejsce na Międzynarodowym Festiwalu Piosenki w Sopocie, na którym zdobyła także nagrodę publiczności. W 1972 wzięła udział w festiwalu MIDEM w Cannes, zdobyła wyróżnienie na Festival Mundial de Onda Nueva w Caracas, otrzymała pierwszą nagrodę na festiwalu Złoty Orfeusz w Bułgarii oraz zdobyła drugą nagrodę na festiwalach World Popular Song Festival w Tokio i Coupe d'Europe Musicale w Gmunden.
W latach 1974–1977 współpracowała jako wokalistka z formacją Ergo Band, zespołem Janusza Komana, a także własną grupą – Studio. Nawiązała również współpracę z Orkiestrą Polskiego Radia i Telewizji w Katowicach, działającą pod dyrekcją Jerzego Miliana, oraz z grupą Alex Band Aleksandra Maliszewskiego. W latach 1974–1980 współpracowała także z Teatrem Rewiowym Friedrichstadt-Palast w Berlinie, z którym zrealizowała około 250 spektakli.
W 1976 wystąpiła na First International Film and Popular Song Festival w Stambule, gdzie przyznano jej nagrodę krytyki muzycznej. Rok później zdobyła Grand Prix du Disque na sopockim festiwalu oraz drugą nagrodę i nagrodę publiczności na Międzynarodowym Festiwalu w Rostocku. W 1977 została Miss Obiektywu na 15. KFPP w Opolu. Na 17. edycji festiwalu w 1979 otrzymała pierwszą nagrodę w konkursie Premier za piosenkę „Żegnaj lato na rok”, a w 1988 odebrała Grand Prix za całokształt twórczości.
W 1979 została odznaczona Złotym Krzyżem Zasługi oraz odznaką „Zasłużony Działacz Kultury” oraz za wykonanie utworu „Żegnaj lato na rok” otrzymała pierwszą nagrodę (ex aequo z duetem Krystyna Prońko–Zbigniew Wodecki) w konkursie „Premier” na 17. KFPP w Opolu. Została członkiem ZAIKSu.
Wystąpiła w filmie Akademia pana Kleksa w roli Smutnej Księżniczki (1983, reż. Krzysztof Gradowski). Wg Leksykonu Polskiej Muzyki Rozrywkowej pojawiła się także w produkcji Wodzirej (1977, reż. Feliks Falk).
W 1996 wystąpiła gościnnie w Teatrze Muzycznym im. Danuty Baduszkowej w Gdyni w spektaklu Me and ...mój teatr w reżyserii Jerzego Gruzy.
W kwietniu 2014, nakładem wytwórni Polskie Nagrania „Muza”, ukazały się wznowienia wszystkich studyjnych albumów Sośnickiej (z wyjątkiem Musicals), zawierający podstawowe nagrania, jak i w przypadku większości płyt, również nagrania dodatkowe. Całość została poddana cyfrowemu remasteringowi przez Jacka Gawłowskiego w JG Master Lab. W październiku 2014 został wydany album dwupłytowy „Zaśpiewane. Niewydane & Musicals” zawierający musicale nagrane w wersji angielskiej, a także płytę z rarytasami. W ramach promocji Sośnicka pojawiła się w kilku programach śniadaniowych i radiowych. W marcu 2015 potwierdziła pracę nad premierowym materiałem na kolejny album, którego producentem został Romuald Lipko. Pierwszy singel z płyty, „Tańcz, choćby płonął świat”, został wydany 7 września, a album o tej samej nazwie pojawił się na sklepowych półkach 18 września. Teksty na płytę napisali m.in. Jacek Cygan, Artur Andrus, Bogdan Olewicz i Andrzej Mogielnicki. Album uplasował się na piątym miejscu ogólnopolskiej listy sprzedaży. Dzień po premierze albumu Sośnicka gościła w programie Pytanie na śniadanie, w którym zapowiedziała trasę koncertową. Drugim singlem z płyty został utwór „Chodźmy stąd”.
22 października 2020 została odznaczona Złotym Medalem „Zasłużonym Kulturze Gloria Artis”.

## Życie prywatne
Od 1964 jest żoną inż. Jerzego Bajera, są bezdzietni.

## Wybrane piosenki
- „A kto się kocha w tobie” (sł. Bogdan Olewicz, muz. Andrzej Korzyński)
- „Aleja gwiazd” (sł. Marek Dutkiewicz, muz. Romuald Lipko)
- „Bez ciebie jesień” (sł. Jacek Bukowski, muz. Mikołaj Hertel)
- „Będzie, co ma być” (sł. Andrzej Mogielnicki, muz. Romuald Lipko)
- „Brak mi kogoś” (sł. J. Korczakowski, muz. Adam Skorupka)
- „Chodźmy stąd” (sł. Paweł Mossakowski, muz. Łukasz Pilch)
- „Codziennie pomyśl o mnie chociaż raz” (sł. Zbigniew Stawecki, muz. Janusz Szczygieł)
- „Cygańska letnia noc” (sł. Jerzy Ficowski, muz. Stefan Rembowski)
- „Człowiek nie jest sam” (sł. Jacek Cygan, muz. Wojciech Trzciński)
- „Czy jest gdzieś taki ktoś” (sł. Bogdan Olewicz, muz. Zbigniew Górny)
- „Deszczowy wielbiciel” (sł. Jacek Cygan, muz. Seweryn Krajewski)
- „Dom, który mam” (sł. Jan Zalewski, muz. Marek Sewen)
- „Jeden świat” (sł. Jonasz Kofta, muz. Janusz Koman)
- „Wiem, że jesteś lwem” (sł. Jacek Cygan, muz. Marek Stefankiewicz)
- „Julia i ja” (sł. Bogdan Olewicz, muz. Marceli Trojan)
- „Kochać znaczy żyć” (sł. Jonasz Kofta, muz. Barbara Bajer)
- „Mam w ramionach świat” (sł. Janusz Kondratowicz, muz. Ryszard Poznakowski)
- „Moja muzyka to ja” (sł. Bogdan Olewicz, muz. Bias Boshell[9]; tytuł oryg. „I’ve got the music in me(inne języki)” z repertuaru Kiki Dee Band)
- „Nie było wtedy róż” (aut. F. Nowak, K. Settmeyer, Jadwiga Urbanowicz)
- „Nie czekaj mnie w Argentynie” (sł. Bogdan Olewicz, muz. Andrew Lloyd Webber; tytuł oryg. „Don’t Cry for Me Argentina”) z musicalu Evita
- „Nie ma drogi dalekiej” (sł. Leszek Bogdanowicz, muz. Zbigniew Stawecki)
- „Pamięć” (sł. pol. Jacek Cygan, sł. oryg. T.S. Eliot; muz. Andrew Lloyd Webber; tytuł oryg. „Memory”) z musicalu Koty
- „Powiedz mi Panie” (sł. Marek Dutkiewicz, muz. Romuald Lipko)
- „Pożegnanie z bajką” (sł. Krzysztof Gradowski, muz. Andrzej Korzyński)
- „Raz na jakiś czas” (sł. Bogdan Olewicz, muz. Barbara Bajer)
- „Realia” (sł. Jacek Cygan, muz. Krzesimir Dębski)
- „Sceny z życia artystek” (sł. Jacek Cygan, muz. Aleksander Maliszewski)
- „Serce pali się raz” (sł. Marek Dutkiewicz, muz. Romuald Lipko)
- „Taki dzień się zdarza raz” (sł. Jadwiga Urbanowicz, muz. Leszek Bogdanowicz, Barbara Bajer)
- „Tańcz, choćby płonął świat” (sł. Jacek Cygan, muz. Romuald Lipko)
- „Uczymy się żyć bez końca” (sł. Jacek Cygan, muz. Wojciech Trzciński)
- „Uwierz w siebie” (sł. Bogdan Olewicz, muz. Andrzej Korzyński)
- „W kolorze krwi” (sł. Marek Dutkiewicz, muz. Romuald Lipko)
- „Z tobą chcę oglądać świat” (sł. Jonasz Kofta, muz. Zbigniew Wodecki) – duet ze Zbigniewem Wodeckim
- „Ze mną bądź” (sł. M. Łebkowski, S. Werner, muz. Hubert Szymczyński)
- „Żegnaj, lato, na rok” (sł. Bogdan Olewicz, muz. Wojciech Trzciński)

## Dyskografia

### Albumy studyjne
- 1971 – Zdzisława Sośnicka(inne języki)[10]
- 1974 – Zdzisława Sośnicka[11]
- 1976 – Moja muzyka (CD 2014)
- 1979 – Odcienie samotności (2 LP) (CD 2014)
- 1984 – Realia (CD 2009, 2014)
- 1987 – Aleja gwiazd (CD 2014)
- 1989 – Serce (CD 2014)
- 1989 – Musicale (CD 2014)
- 1990 – Musicals (LP) (CD 2014)
- 1997 – The Best of Zdzisława Sośnicka
- 1998 – Magia Serc (CD 2006, 2014)
- 2000 – Złota kolekcja: Kochać znaczy żyć (CD 2000, 2013)
- 2014 – Zaśpiewane – niewydane Musicals (2CD)
- 2015 – Tańcz, choćby płonął świat
- 2016 – Złota kolekcja: Serce pali się raz

### Czwórki
- 1971 – Dom, który mam[12]
- 1974 – Taki dzień się zdarza raz[13]

### Single
- 1972 – „Dom który mam” / „Codziennie pomyśl o mnie chociaż raz”
- 1972/74 – „Inne łzy” / „Tak niewiele mogę tobie dać”
- 1974 – „Nie ma drogi dalekiej” / „Taki dzień się zdarza raz”
- 1977 – „Na nas czas” / „Żyj sobie sam”
- 1977 – „Jeden świat” / „Kochać znaczy żyć” (Sopot '77)
- 1978 – „Pamiętam wczoraj”
- 1979 – „Raz na jakiś czas” / „W każdym moim śnie”
- 1979 – „Żegnaj lato na rok” / „Tak chciałabym twoją żoną być”
- 1979 – „A kto się kocha w Tobie” / „Nuda” / „Chcę być z tobą sam na sam” / „Czy to warto”
- 1980 – „Nie czekaj mnie w Argentynie” [sic!]
- 1984 – „Uczymy się żyć bez końca” / „Realia”
- 1998 – „Będzie, co ma być”
- 1999 – „Dotknij mnie, przytul”
- 1999 – „Chwila”
- 2015 – „Tańcz, choćby płonął świat”
- 2015 – „Chodźmy stąd”
- 2015 – „Złote święta”